# Listă de actori filipinezi
Aceasta este o listă de actori și de actrițe din Filipine. 
Cuprins: Început - 0–9 A B C D E F G H I J K L M N O P Q R S T U V W X Y Z

## A
- Aaron Detommaso (n. 1992)
- Ace Espinosa (n. 1970)
- Ace Vergel (1952–2007)
- Aga Muhlach (n. 1969)
- Ahron Villena (n. 1987)
- AJ Dee (n. 1982)
- AJ Muhlach (n. 1992)
- AJ Perez (1993–2011)
- AJ Rafael (n. 1989)
- Akihiro Sato (n. 1983)
- Al Tantay (n. 1956)
- Albert Martinez (n. 1963)
- Albie Casiño (n. 1993)
- Alden Richards (n. 1992)
- Alex Castro (n. 1985)
- Alex Medina (n. 1986)
- Alfie Anido (1959–1981)
- Alfonso Carvajal (1898-1980)
- Alfonso Martinez (n. 1988)
- Alfred Vargas (n. 1981)
- Aljur Abrenica (n. 1990)
- Allen Dizon (n. ?)
- Alonzo Muhlach (n. 2010)
- Alvin Patrimonio (n. 1966)
- Alwyn Uytingco (n. 1988)
- Amado Cortez (1928–2003)
- Andoy Balunbalunan (1909-?)
- Andre Paras (n. 1995)
- Andre Tiangco (n. 1970)
- Andres Centenera  (1914–?)
- Andrew E. (n. 1967)
- Andy Poe (1945–1995)
- Angel Esmeralda (n. 1951)
- Anjo Yllana (n. 1968)
- Anthony Alonzo (1948-1998)
- Anton dela Paz (n. 1986)
- Antonio Aquitania (n. 1977)
- Apeng Daldal (1928–1992)
- April Boy Regino (n. 1968)
- Archie Alemania (n. 1978)
- Ariel Rivera (n. 1969)
- Aring Bautista (1920–?)
- Armando Goyena (1922–2011)
- Arnell Ignacio (n. ?)
- Arron Villaflor (n. 1990)
- Arsenio Bautista (n. 1940)
- Arthur Solinap (n. 1980)
- Arjo Atayde (n. 1990)
- Atoy Co (n. ?)
- Awra Briguela (n. ?)

## B
- Babalu (1942–1998)
- Bailey May (n. 2002)
- Baldo Marro (n. ?)
- Balot (1926–1996)
- Baron Geisler (n. 1982)
- Bayani Agbayani (n. 1969)
- Bayani Casimiro (1918–1989)
- Bearwin Meily (n. 1976)
- Bembol Roco (n. 1953)
- Benedict Campos (n. 1989)
- Benjamin Alves (n. 1989)
- Benjamin Besa (n. 1989)
- Benjie Paras (n. 1968)
- Bentot (1928–1986)
- Bernard Bonnin (1939–2009)
- Bernard Palanca (n. 1976)
- Bert Marcelo (1936–1995)
- Berting Labra (1933–2009)
- Betong Sumaya (n. 1972)
- Billy Crawford (n. 1982)
- Bimbo Danao (1915–1967)
- BJ Forbes (n. 1998)
- Bob dela Cruz (n. 1977)
- Bobby Andrews (n. 1976)
- Boboy Garovillo (n. 1951)
- Bodjie Pascua (n. 1955)
- Bong Revilla (n. 1966)
- Boobay (n. 1995)
- Boom Labrusca (n. 1989)
- Boy Alano (n. 1944)
- Boy Abunda (n. 1955)
- Brad Turvey (n. 1978)
- Bret Jackson (n. 1991)
- Bruce Quebral (n. 1981)
- Bryan Benedict (n. 1991)
- Bryan Termulo (n. 1988)
- Budoy Marabiles (n. 1971)
- Bugoy Cariño (n. 2002)
- Byron Ortile (n. 2004)

## C
- Cachupoy (1931–2008)
- Canuplin (1904–1979)
- Carding Castro (1935–2003)
- Carl Guevarra (n. ?)
- Carl John Barrameda (n. 1993)
- Carla Guevara Laforteza (n. 1975)
- Carla Martinez (n. 1956)
- Carlo Aquino  (n. 1985)
- Carlos Agassi  (n. 1979)
- Carlos Padilla  (1910-1962)
- Carlos Salazar (n. 1933)
- Cesar Montano  (n. 1962)
- César Ramírez  (1929–2003)
- Chad Peralta (n. 1985)
- Charles Gemora (1903–1961)
- Charlie Davao  (1934–2010)
- Ching Arellano (1960-2011)
- Chiquito  (1932–1997)
- Chokoleit (n. 1972)
- Chris Gutierrez  (n. 1992)
- Chris Tiu (n. 1985)
- Christian Bautista  (n. 1981)
- Christopher de Leon  (n. 1956)
- Chuck Allie  (n. 1988)
- Chuckie Dreyfus (n. 1974)
- Ciriaco Cañete (n. 1919)
- Coco Martin  (n. 1981)
- Cogie Domingo  (n. 1985)
- Conrad Poe  (1948–2010)
- Conrado Conde  (1911–?)
- Cris de Vera  (1924–1975)
- Cris Villanueva (n. 1971)
- Christian Vasquez  (n. 1977)

## D
- Dagul (n. 1958)
- Dale Baldillo (n. 2002)
- Dan Alvaro (n. 2000)
- Dante Rivero (n. 1943)
- Dante Varona (n. 1953)
- Daniel Fernando (n. 1962)
- Daniel Padilla (1995-2016)
- Daniel Matsunaga (n. 1988)
- Dar Bernardo (n. 1992)
- Darren Espanto (n. 2001)
- Dave Batista (n. 1969)
- Dencio Padilla (1929–1997)
- Dennis Padilla (n. 1962)
- Dennis Trillo (n. 1981)
- Derek Ramsay (n. 1976)
- Derrick Monasterio (n. 1995)
- Dick Israel (1947–2016)
- Diego Llorico (n. 1971)
- Diether Ocampo (n. 1976)
- Dingdong Avanzado (n. 1968)
- Dingdong Dantes (n. 1980)
- Diomedes Maturan (1941–2002)
- Dion Ignacio (n. 1986)
- DJ Durano (n. 1974)
- Dolphy (1928–2012)
- Dominic Ochoa (n. 1974)
- Dominic Roco (n. 1989)
- Dominic Roque (n. 1990)
- Doug Kramer (n. 1983)
- Drew Arellano (n. 1980)
- Dyords Javier (n. ?)

## E
- Eddie Arenas  (n. 1930)
- Eddie del Mar  (1919–1986)
- Eddie Garcia  (n. 1929)
- Eddie Gutierrez (n. 1942)
- Eddie Mercado (1938–2006)
- Eddie Peregrina (1944–1977)
- Eddie Rodriguez (1932–2001)
- Edgar Allan Guzman (n. 1989)
- Edgar Mortiz  (n. 1954)
- Edu Manzano  (n. 1955)
- Edwin San Juan  (n. 1969)
- Efren Reyes, Jr.  (n. 1959)
- Efren Reyes, Sr.  (1924–1968)
- Ejay Falcon  (n. 1989)
- EJ Jallorina (n. 1993)
- Elmo Magalona  (n. 1994)
- Enchong Dee  (n. 1988)
- Enzo Pineda  (n. 1990)
- Enrique Gil (n. 1992)
- Epi Quizon  (n. 1973)
- Eric de la Cruz  (n. 1981)
- Eric Fructuoso  (n. 1976)
- Eric Nicolas (n. ?)
- Eric Quizon  (n. 1967)
- Erik Santos  (n. 1983)
- Ervic Vijandre  (n. 1986)

## F
- Felix Roco  (n. 1989)
- Fely Constantino (1925)
- Fermín Barva (1908)
- Fernando Poe, Sr.  (1916–1951)
- Fernando Poe, Jr.  (1939–2004)
- Fidel de Castro  (1911–2007)
- Florentino Ballecer (1889-?)
- Francis Arnaiz  (n. 1951)
- Francis Magalona  (1964–2009)
- Francis Magundayao (n. 1999)
- Franco Lagusad (n. 1996)
- Frank Magalona (n. 1987)
- Frank G. Rivera  (n. 1948)
- Franzen Fajardo  (n. 1982)
- Fred Cortes (1921–1964)
- Fred Payawan (n. ?)
- Freddie Quizon (1956–2005)
- Freddie Webb (n. 1942)

## G
- Gabb Drilon  (n. 1984)
- Gabriel de Leon (n. 1992)
- Gabby Concepcion  (n. 1963)
- Gabby Eigenmann (n. 1978)
- Gardo Versoza  (n. 1969)
- Gary Estrada (n. 1971)
- Gary Valenciano  (n. 1964)
- George Estregan  (1939–1988)
- George Estregan, Jr. (n. 1963)
- Geoff Eigenmann  (n. 1985)
- Gerald Anderson  (n. 1989)
- Gerald Santos   (n. 1991)
- Gerardo de León (1913–1981)
- German Moreno  (1933–2016)
- Gian Magdangal  (n. 1981)
- Gil de Leon  (1925–?)
- Guji Lorenzana  (n. 1982)

- Gabbi Garcia (n.1998)

## H
- Hajji Alejandro  (n. 1954)
- Hayden Kho  (n. 1980)
- Herbert Bautista  (n. 1968)
- Hermes Bautista  (n. 1986)
- Hero Angeles  (n. 1984)
- Hiro Peralta  (n. 1993)

## I
- Ian Batherson  (n. 1989)
- Ian Veneracion (n. 1975)
- IC Mendoza (n. 1989)
- Ike Lozada (1940–1995)
- Ivan Dorschner (n. 1990)
- Isko Moreno  (n. 1974)
- Izzy Canillo (n. 2004)

## J
- Jaime de la Rosa  (1921–1992)
- Jaime Fabregas (n. 1950)
- Jairus Aquino  (n. 1999)
- Jak Roberto (n. 1993)
- Jake Cuenca  (n. 1987)
- Jake Roxas (n. 1977)
- Jake Vargas (n. 1992)
- James Blanco  (n. 1981)
- James Reid (n. 1993)
- James Wright (n. 1992)
- James Ronald Obeso  (n. 1983)
- Jan Manual  (n. 1986)
- Janus Del Prado (n. 1984)
- Jao Mapa  (n. 1976)
- Japoy Lizardo  (n. 1986)
- Jason Abalos  (n. 1985)
- Jason Francisco  (n. 1987)
- Jayson Gainza  (n. 1980)
- Jay Aquitania (n. ?)
- Jay Ilagan  (1953–1992)
- Jay Manalo  (n. 1973)
- Jay R Sillona  (n. 1981)
- Jay-R Siaboc  (n. 1987)
- JB Magsaysay  (n. 1980)
- JC de Vera  (n. 1986)
- JC Tiuseco (n. 1985)
- Jestoni Alarcon  (n. 1964)
- Jeric Gonzales  (n. 1992)
- Jericho Rosales  (n. 1979)
- Jerome Ponce (n. 1995)
- Jerald Napoles (n. 1983)
- Jess Lapid, Sr. (1933–1968)
- Jess Lapid, Jr. (n. ?)
- Jhong Hilario  (n. 1976)
- Jim Paredes  (n. 1951)
- Jimmy Santos (n. 1951)
- Jinggoy Estrada  (n. 1963)
- Jiro Manio  (n. 1992)
- JM de Guzman  (n. 1988)
- Joaquin Reyes (n. 2000)
- Joel Lamangan  (n. 1950s)
- Joel Torre (n. 1961)
- Joem Bascon  (n. 1986)
- Joey de Leon  (n. 1946)
- Joey Marquez  (n. 1957)
- Johan Santos (n. 1987)
- John Apacible (1973–2011)
- John Estrada  (n. 1973)
- John James Uy (n. 1987)
- John Lapus  (n. 1973)
- John Lloyd Cruz  (n. 1983)
- John Manalo (n. 1995)
- John Prats  (n. 1984)
- John Regala (n. 1965)
- John Wayne Sace  (n. 1989)
- Johnny Delgado  (1948–2009)
- Jojo Alejar (n. 1966)
- Jolo Revilla (n. 1988)
- Jomari Yllana  (n. 1976)
- Jon Avila  (n. 1985)
- Jon Hernandez (1969–1993)
- Jon Lucas (n. 1995)
- Joross Gamboa  (n. 1984)
- Jose de Villa  (1924–?)
- Jose Manalo  (n. 1966)
- Jose Padilla, Jr.  (1911–1978)
- Jose Vergara (1925–1986)
- Joseph Marco (n. 1988)
- Josh Santana  (n. 1983)
- Joshua Dionisio  (n. 1994)
- Joseph Bitangcol  (n. 1984)
- Joseph Estrada  (n. 1937)
- Juan Rodrigo (actor) (n. 1962)
- Juancho Trivino (n. 1993)
- Juan Karlos Labajo (n. 2001)
- Julian Marcus Trono (n. 1997)
- Julio Diaz  (n. 1958)
- Jun Aristorenas  (1933–2000)
- Junix Inocian  (1951–2015)
- Justin Alva (n. ?)

## K
- KC Montero (n. 1978)
- Kean Cipriano (n. 1987)
- Keempee de Leon  (n. 1973)
- Ken Chan (n. 1993)
- Ketchup Eusebio  (n. 1985)
- Khalil Ramos (n. 1996)
- Kian Kazemi  (n. 1986)
- Kidlat Tahimik  (n. 1942)
- Kier Legaspi (n. 1973)
- Kiko Estrada  (n. 1994)
- Kristofer Martin  (n. 1994)

## L
- L.A. Lopez  (n. 1985)
- Lance Serrano  (n. 1990)
- Lara Maigue  (n. 1991)
- Larry Silva  (1937–2004)
- Lauro Delgado  (1932–1977)
- Leopoldo Salcedo  (1912–1998)
- Lito Anzures  (1927–1995)
- Lito Lapid  (n. 1955)
- Lito Legaspi (n. 1942)
- Lito Pimentel (n. 1963)
- Lloyd Zaragoza (n. 1982)
- Lou Salvador (1905–1973)
- Lou Salvador, Jr. (1941–2008)
- Lou Veloso (n. 1965)
- Louise Abuel (n. 2003)
- Lucho Ayala (n. 1992)
- Luis Alandy  (n. 1980)
- Luis Gonzales (1928–2012)
- Luis Manzano  (n. 1981)

## M
- Makisig Morales  (n. 1996)
- Manding Claro  (n. 1938)
- Mansueto Velasco  (n. 1974)
- Manuel Barbeyto  (1902–1979)
- Manuel Chua  (n. 1980)
- Manuel Silos  (1906-?)
- Manny Pacquiao (n. 1978)
- Marc Abaya  (n. 1979)
- Marco Alcaraz  (n. 1983)
- Mario Barri  (n. 1928)
- Mario Montenegro (1928–1988)
- Mario O'Hara (1946–2012)
- Mark Anthony Fernandez  (n. 1979)
- Mark Bautista  (n. 1983)
- Mark Gil  (1961–2014)
- Mark Herras  (n. 1986)
- Mark Joseph (n. ?)
- Marky Cielo  (1988–2008)
- Marky Lopez (n. ?)
- Marlo Mortel (n. 1993)
- Marrion Gopez  (n. 1992)
- Mart Escudero  (n. 1990)
- Martin Nievera  (n. 1962)
- Martin del Rosario (n. 1991)
- Marvin Agustin  (n. 1979)
- Marvin Jay Alvarez  (n. 1988)
- Max Alvarado (1929–1997)
- Matt Evans  (n. 1986)
- Matteo Guidicelli  (n. 1990)
- Mel Martinez (n. ?)
- Michael de Mesa  (n. 1960)
- Michael Pangilinan (n. ?)
- Michael V.  (n. 1969)
- Mico Palanca  (n. 1978)
- Miguel Rodriguez (1961–1998)
- Miguel Tanfelix (n. 1998)
- Mikael Daez (n. 1988)
- Mike Tan  (n. 1986)
- Mikee Lee  (n. 1990)
- Mikey Arroyo  (n. 1969)
- Miko Sotto  (1982–2003)
- Mikoy Morales (n. 1993)
- Minióng Álvarez  (1917–?)
- Monsour del Rosario  (n. 1965)

## N
- Narding Anzures  (?-?)
- Nash Aguas (n. 1998)
- Nathan Lopez (n. 1991)
- Neil Coleta (n. 1991)
- Neil Ryan Sese (n. 1979)
- Nemesio E. Caravana  (1913–?)
- Nestor de Villa  (1928–2004)
- Niño Muhlach  (n. 1971)
- Nyoy Volante (n. ?)

## O
- Ogie Alcasid  (n. 1967)
- Ogie Diaz  (n. 1970)
- OJ Mariano  (n. ?)
- Onemig Bondoc  (n. 1977)
- Orlando Nadres (1938–1991)
- Oscar Obligacion (1924–2010)
- Oscar Yatco (1930–2014)
- Oyo Sotto (n. 1984)

## P
- Palito  (1934–2010)
- Panchito Alba  (1925–1995)
- Pancho Magalona  (1921–1998)
- Pancho Magno  (n. 1986)
- Paolo Ballesteros  (n. 1982)
- Paolo Bediones  (n. 1974)
- Paolo Contis  (n. 1984)
- Paolo Montalban  (n. 1973)
- Paolo Serrano (n. 1987)
- Paquito Diaz  (1937–2011)
- Patrick Garcia  (n. 1981)
- Paul Salas (n. 1998)
- Paulo Avelino  (n. 1988)
- Pen Medina  (n. 1950)
- Phytos Ramirez  (n. 1995)
- Ping Medina (n. 1983)
- Piolo Pascual (n. 1977)
- Phillip Salvador (n. 1953)
- Polo Ravales  (n. 1982)
- Pooh  (n. 1974)
- Prince Stefan  (n. 1989)
- Prince Villanueva  (n. 1998)
- Prospero Luna  (1934–2010)
- Pugo  (1898–1978)

## R
- Rafael Rosell  (n. 1982)
- Rainier Castillo  (n. 1985)
- Ram Revilla (1988–2011)
- Ramil Rodriguez (1941–2014)
- Ramon d'Salva  (1921–?)
- Ramon Revilla  (n. 1927)
- Ramon Zamora  (1935–2007)
- Randy Santiago  (n. 1960)
- Raoul Aragon (n. ?)
- Raymart Santiago  (n. 1973)
- Raymond Bagatsing (n. 1971)
- Raymond Gutierrez  (n. 1984)
- Raymond Lauchengco  (n. 1964)
- Rayver Cruz (n. 1989)
- Redford White  (1955–2010)
- Rene Requiestas  (1957–1993)
- Renz Fernandez (n. 1986)
- Renz Valerio (n. 1998)
- Rey "PJ" Abellana (n. 1951)
- Reynaldo Dante  (1920–1975)
- Ric Bustamante  (1923–?)
- Ricardo Brillantes  (1912–1961)
- Richard Gomez  (n. 1966)
- Richard Gutierrez  (n. 1984)
- Richard Yap (n. 1967)
- Ricky Belmonte  (1947–2001)
- Ricky Davao  (n. 1961)
- Rico Barrera  (n. 1981)
- Rico Yan  (1975–2002)
- Ritche Lago Bautista (n. 1987)
- RJ Padilla (n. 1989)
- RJ Rosales  (1974–2011)
- Robert Arevalo  (n. 1943)
- Robert Campos  (1940-2015)
- Robert "Buboy" Villar (n. 1999)
- Robi Domingo  (n. 1989)
- Robin Aristorenas  (n. 1964)
- Robin Padilla (n. 1969)
- Rocco Nacino  (n. 1987)
- Rodel Naval  (1953–1995)
- Roderick Paulate  (n. 1963)
- Rodfil Obeso  (n. 1985)
- Rod Navarro (1936–2003)
- Rodjun Cruz  (n. 1987)
- Roel Cortez (1967–2015)
- Rogelio dela Rosa  (1916–1986)
- Roi Vinzon (n. ?)
- Roland Dantes  (1944–2009)
- Roldan Aquino (1948–2014)
- Romeo Vasquez (n.1942)
- Rommel Padilla  (n. 1965)
- Romnick Sarmenta  (n. 1972)
- Romy Diaz  (1941–2005)
- Ronald Humarang  (n. 1994)
- Ronaldo Valdez  (n. 1947)
- Ross Rival  (1945–2007)
- Roy Alvarez (1950–2014)
- Roy Rodrigo (b 1974)
- Ruben Gonzaga (n. 1981)
- Ruben Tagalog  (1922–1989)
- Rudy Concepcion  (1912–1940)
- Rudy Fernandez  (1952–2008)
- Ruru Madrid (n. 1997)
- Rustom Padilla  (n. 1967)
- Ryan Agoncillo  (n. 1979)
- Ryan Eigenmann  (n. 1978)

## S
- Sam Concepcion  (n. 1992)
- Sam Milby  (n. 1984)
- Sam Shoaf (n. ?)
- Sef Cadayona  (n. 1989)
- Sid Lucero  (n. 1981)
- Simon Ibarra (n. ?)
- Slater Young (n. 1987)
- Snaffu Rigor (1946–2016)
- Sonny Parsons (n. 1958)
- Steven Silva  (n. 1986)
- Subas Herrero  (1943–2013)

- Sanya Lopez (n.1996)

## T
- Tado Jimenez  (1974–2014)
- Teddy Benavídez  (?–?)
- Teddy Corpuz (n. 1978)
- Teejay Marquez (n. 1993)
- Teody Belarmino  (1922–1984)
- Terence Baylon  (n. 1984)
- Thou Reyes (n. 1981)
- Timothy Chan (n. 2002)
- Tino de Lara  (1917–?)
- Tirso Cruz III  (n. 1952)
- Tito Arevalo  (1911–2000)
- Tito Sotto  (n. 1948)
- TJ Trinidad  (n. 1976)
- Togo  (1905–1952)
- Tom Olivar (n. ?)
- Tom Rodriguez  (n. 1987)
- Tommy Abuel (n. 1942)
- Tony Camonte (?–?)
- Tony Dantes (n. 1930)
- Tonton Gutierrez (n. 1964)
- Tony Ferrer (n. 1934)
- Troy Montero (n. 1977)
- Tyron Perez (1985–2011)

## U
- Uma Khouny  (n. 1981)

## V
- Val Sotto (n. 1950)
- Van de Leon  (1925–?)
- Vandolph  (n. 1984)
- Vhong Navarro  (n. 1977)
- Vic Diaz  (n. 1932)
- Vice Ganda (n. 1976)
- Vic Sotto  (n. 1954)
- Vic Vargas  (1939–2003)
- Victor Basa  (n. 1985)
- Victor Silayan (n. 1992)
- Victor Wood  (n. 1946)
- Vin Abrenica (n. 1991)

## W
- Wally Bayola (n. 1972)
- Wendell Ramos  (n. 1978)
- Weng Weng  (1957–1992)
- Will Devaughn  (n. 1982)
- William Martinez (n. 1966)
- Willie Revillame  (n. 1961)
- Wowie de Guzman (n. 1976)

## X
- Xian Lim (n. 1989)

## Y
- Young JV  (n. 1990)
- Yoyoy Villame  (1932–2007)
- Yves Flores (n. 1994)

## Z
- Zaldy Zshornack  (1937–2002)
- Zanjoe Marudo  (n. 1982)
- Zoren Legaspi  (n. 1972)
- Zaijian Jaranilla (n. 2001)

## Vezi și
- Listă de actrițe filipineze
- Listă de regizori filipinezi

Format:Cinematografia filipineză